# Acianthera chamelopoda
Acianthera chamelopoda é  uma espécie de orquídea (Orchidaceae) que existe na Colômbia, antigamente subordinada ao gênero Pleurothallis.

## Publicação e sinônimos
- Acianthera chamelopoda (Luer) Luer, Monogr. Syst. Bot. Missouri Bot. Gard. 95: 253 (2004).

Sinônimos homotípicos:
- Pleurothallis chamelopoda Luer, Orquideologia 20: 201 (1996).